# Кто это сделал? (фильм, 1956)
«Кто э́то сде́лал?» (англ. Who Done It?) — британский комедийный детектив с Бенни Хиллом и Белиндой Ли режиссёра Бэзила Дирдена. Вышел на экраны 20 марта 1956 года.

## Сюжет
Незадачливый детектив Хьюго Дилл гоняется за шпионами Восточного блока.

## В ролях
- Бенни Хилл — Хьюго Дилл
- Белинда Ли — Фрэнки Мейн
- Дэвид Коссофф — Закко
- Гарри Марш — Инспектор Хэнкок
- Джордж Марго — Бараков
- Эрнест Тезигер — Сэр Вальтер
- Денис Шоу — Отто Штумпф
- Фредерик Шиллер — Грубер

## Съёмочная группа
- Режиссёр — Бэзил Дирден
- Продюсер — Майкл Релф
- Композитор — Филип Грин

## Интересный факт
Первый фильм с участием Бенни Хилла особого успеха не снискал (критики острили — мол, о фильме «Кто это сделал?» можно отозваться так: «Кто его смотрел?»).